# Betesankwe
Betesankwe – wieś w Botswanie w dystrykcie Southern. Według spisu ludności z 2011 roku wieś liczyła 389 mieszkańców.